# Miszkieniki Małe
Miszkieniki Małe [miʂkʲɛˈniki ˈmawɛ] est un village polonais de la gmina de Szudziałowo dans le powiat de Sokółka et dans la voïvodie de Podlachie.